# Автошлях США 50 у Неваді
Маршрут 50 США (США 50) — трансконтинентальна автомагістраль у Сполучених Штатах, яка проходить на захід від Західного Сакраменто, Каліфорнія, до Оушен-Сіті, штат Меріленд, на східному узбережжі. Частина Невади проходить через центр міста і в липні 1986 року була названа найсамотнішою дорогою в Америці. Назва мала бути зневажливою, але чиновники штату Невада вважали, що це маркетинговий слоган. Назва походить від великої незаселеної території, охопленої цим маршрутом, з незначними ознаками цивілізації або без них. Автомагістраль проходить через кілька великих пустельних долин, розділених численними гірськими хребтами, що височіють від дна долини, відомих як Провінція Басейну та Гори Великого Басейну.
США 50 має різноманітний маршрут через штат, який проходить повз курортну громаду озера Тахо, столицю міста Карсон, історичні місця, такі як державний історичний парк Форт-Черчілль, петрогліфи, альпійські ліси, пустельні долини, міста-привиди та Національний парк Great Basin.
Маршрут був побудований через історичний коридор, який спочатку використовувався для Pony Express і Central Overland, а потім для Lincoln Show. До формування системи автомобільних доріг США більшість маршруту 50 США в штаті Невада була позначена як State Route 2. Маршрут на схід від Елі зазнав серйозних змін у порівнянні з початковим планом. Зміна маршруту є результатом змагання між Невадою та Ютою, який трансконтинентальний маршрут є кращим для Каліфорнії, автостради Лінкольна чи автостради Перемоги.

## Опис маршруту
США 50 проходить через центральну Неваду, входить у західну частину штату поблизу озера Тахо і виходить зі східної сторони біля національного парку Great Basin. Маршрут проходить в основному через безлюдну місцевість на своєму шляху через штат; US 50 проходить через кілька великих пустельних долин і улоговин. Шосе проходить через 17 названих гірських перевалів, які прорізають пустелю Невада. Підйом на деякі з перевалів уздовж US 50 вимагає навігації на крутих 8% схилах і поворотів через соснові ліси, щоб досягти висоти понад 7000 футів (2100 метрів).

На 409-мильній (658-кілометровій) ділянці Феллон і Дельта, штат Юта, розташовано три невеликих міста: Остін, Юріка та Елі. Ця відстань приблизно дорівнює відстані від Бостона, Массачусетса до Балтімора, Меріленда або Парижа, від Франції до Цюриха, Швейцарія. Обсяги трафіку вздовж США 50 дуже різняться. Середній річний щоденний трафік у 2007 році коливався від 52 000 транспортних засобів на день у Карсон-Сіті до 530 транспортних засобів на день біля повороту Даквотер . 
На додаток до ділянок, позначених Самотньою дорогою та Лінкольн-шоссе, ділянка, що відповідає міжштатній автомагістралі 580 у Карсон-Сіті, позначається Меморіальною автострадою заступника шерифа Карла Хауелла на честь офіцера шерифа, який був застрелений під час спроби врятувати жертву. домашнього насильства з її будинку. 
США 50 в'їжджає в Неваду з Каліфорнії як жвавий чотирисмуговий шлях на березі альпійського озера Тахо в Стейтлайні, штат Невада . Шосе йде по східному берегу, протискаючись між озером і гребінь хребта Карсон . В одному вузькому місці шосе проходить через гори через тунель Cave Rock . Зрештою, маршрут підіймає хребет Карсон на вершині Спунер, а потім спускається до столиці Невади, Карсон-Сіті . Карсон-стріт і Вільям-стріт раніше проходили по шосе через місто;  однак у 2017 р. США 50 було переміщено на трасу автомагістралі, побудовану для міждержавної автомагістралі 580 .  

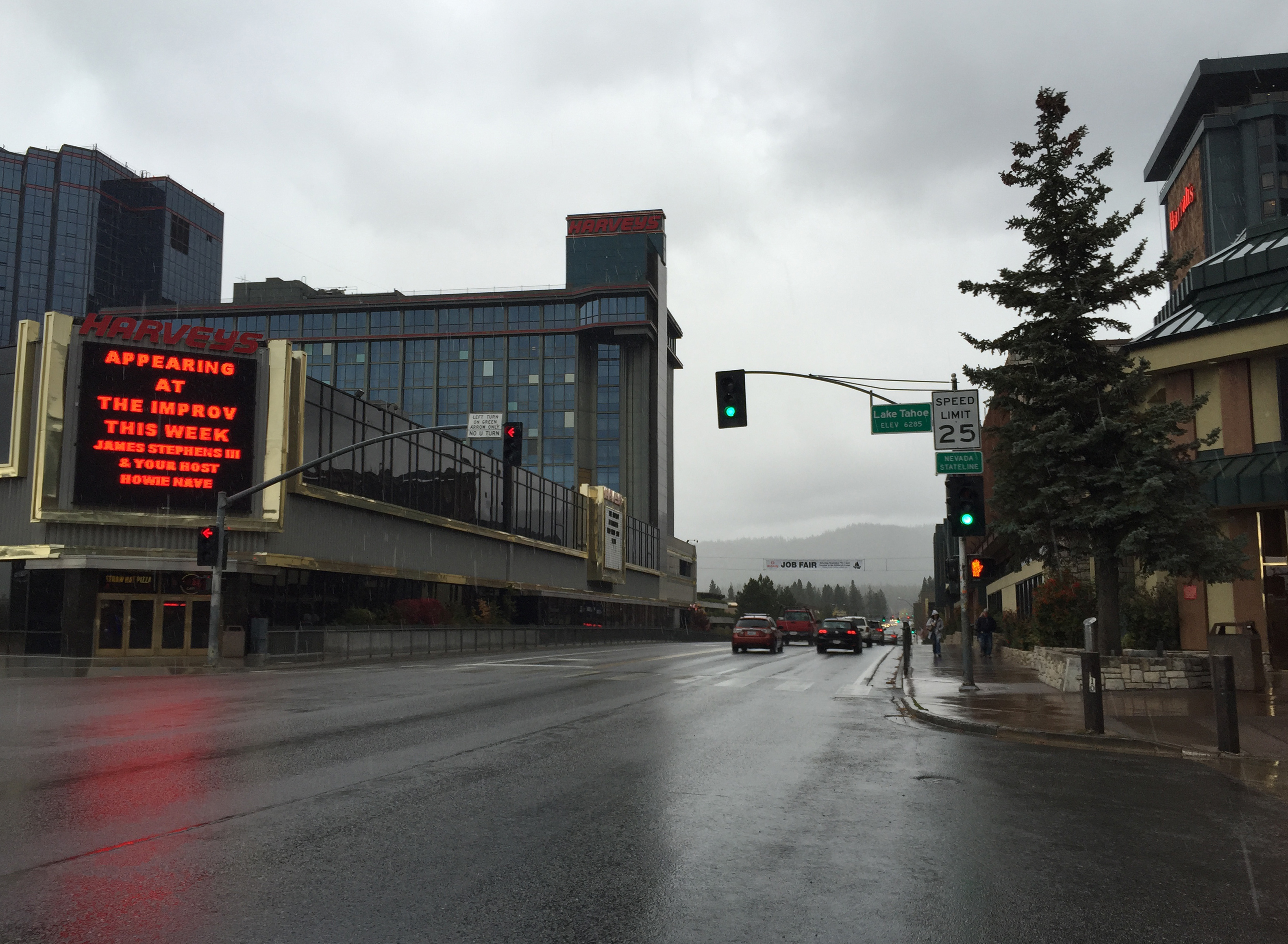
Вид на схід вздовж США 50 в’їжджають у Стейтлайн, штат Невада, із Саут-Лейк-Тахо, Каліфорнія

Після Карсон-Сіті, США 50 слідує річкою Карсон у напрямку долини Лахонтан. Ця ділянка також в основному чотирисмуговий, що обслуговує передмістя Дейтона та Сілвер-Спрінг, а також проходить через державний історичний парк Форт-Черчілль та державну зону відпочинку Ла-Хонтан. На додаток до стежок Pony Express і Lincoln Highway, ця ділянка проходить паралельно відгалуження річки Карсон Каліфорнійської стежки. Річка Карсон утворює південний край пустелі Сорока миль. Розташована між кінцями річок Карсон і Гумбольдт, ця пустеля є найстрашнішою частиною каліфорнійської стежки, де мандрівникам доводиться долати 40 миль (64 кілометри) у спеку пустелі без води.
У Сілвер-Спрінгс, US Route 50 Alternate відходить від основного маршруту. Ці дві філії іноді називають Lonely Roads, а Комісія з туризму Невади видала рекламний паспорт із печаткою Фернлі на іншій гілці. Дві гілки возз'єднуються на захід від Фаллона. Fallon Naval Air Station, або TOPGUN, — це сільськогосподарська громада вздовж річки Карсон, останньої доступної річки. Місто знаходиться на південь від останньої зупинки на річці, поблизу Синк-Карсон. Покидаючи Фалунь, шосе проходить повз стародавні петрогліфи Граймс-Пойнт, потім Санд-Хілл, 600-футову (180-метрову) дюну.

### Фаллон до Остіна

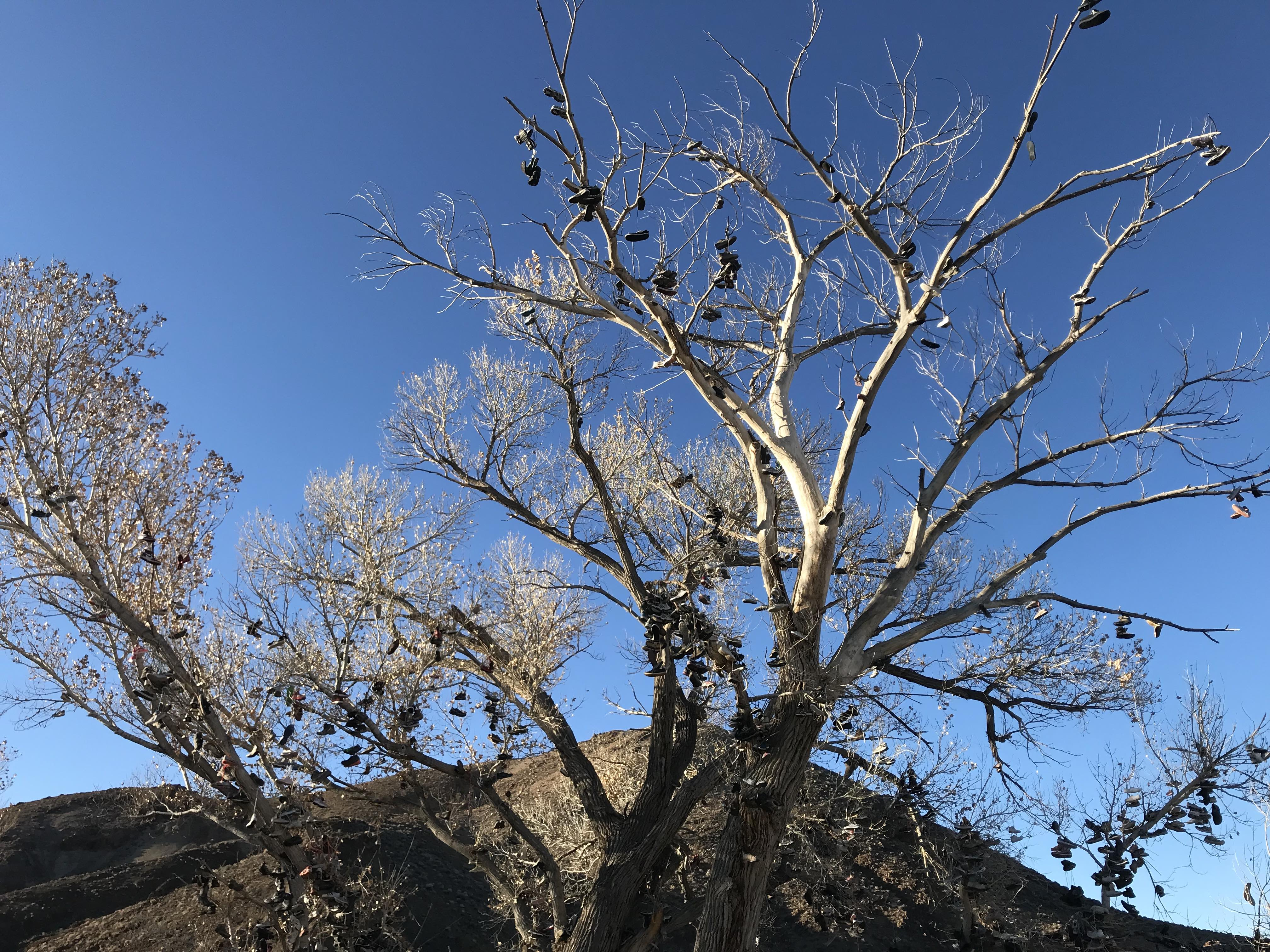
Взуттєве дерево вздовж шосе 50 Невада в Сполучених Штатах

Після виходу з зони Фалунь ландшафт і рівень руху змінюються. Дорога звужується від чотирьох до двох смуг, проходячи через віддалені райони, які характеризуються улоговинами та хребтами. Пік починається низько і поступово підвищується.Особливості перших басейнів включають Лабу Флет, сухе озеро, яке використовується ВМС США для виконання польотів на низьких висотах, і Діксі-Веллі з кількома видимими розломами, які виникли в результаті землетрусу Діксі-Веллі/Ферв'ю магнітудою 7,1 у 1954 році  .  Долина Діксі тепер є полігоном радіоелектронної боротьби ВМС США. 

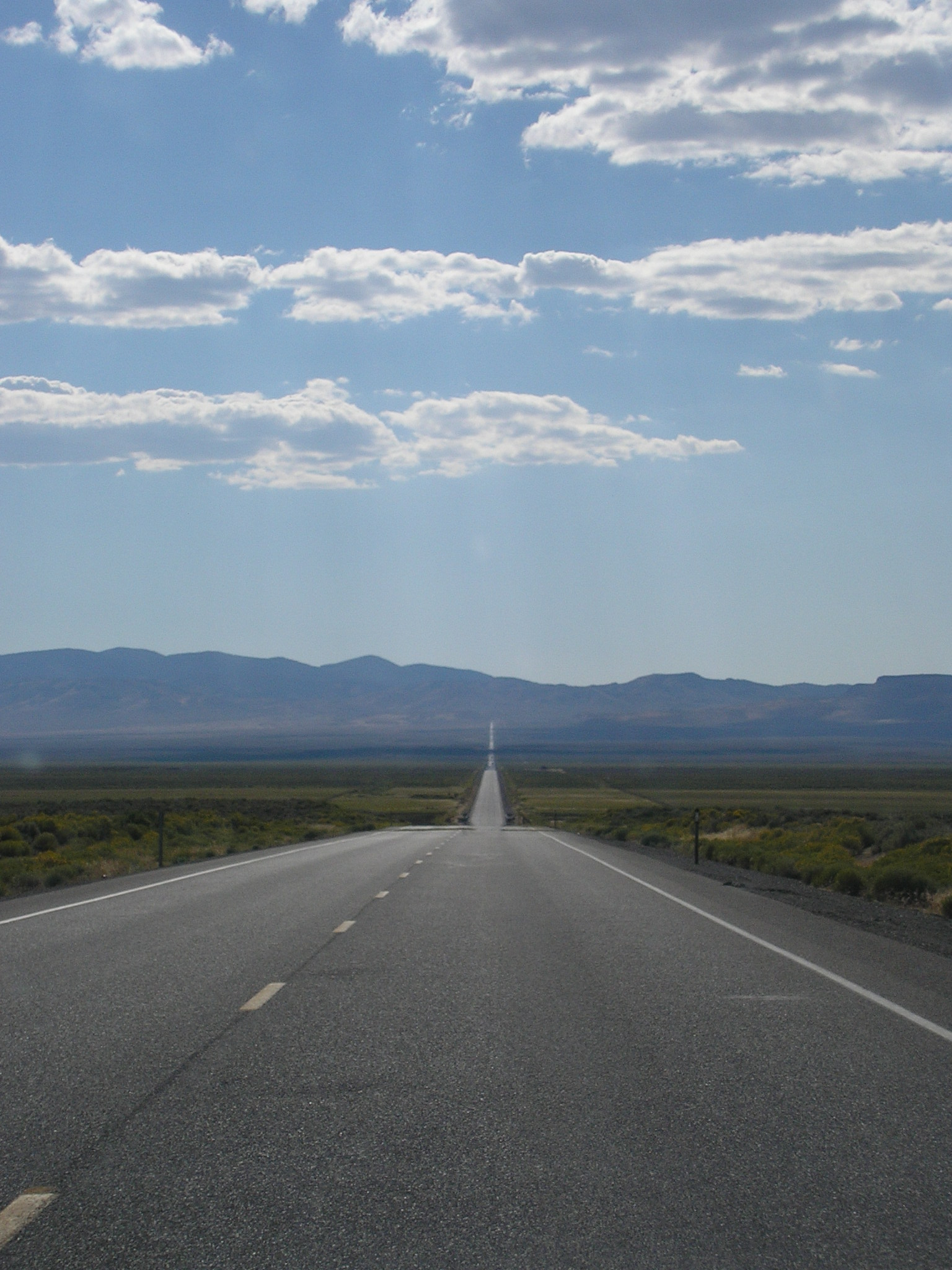
US 50 простягається через пустелю Невада

Поруч бавовняний ліс із чоботями. Покупці бару Middlegate не знають, звідки взявся останній, однак більшість вважає, що це почалося десь у середині 1980-х. Існує легенда про те, як молодий чоловік відправився в Ріно зі своєю майбутньою нареченою. Коли вона вибігла з машини, він кинув її черевик у дерево, щоб вона не змогла втекти. Репортер San Francisco Chronicle почав вивчати феномен взуттєвого дерева, побачивши дерево в Міддлгейті, назвавши його найбільшим деревом у світі. 31 грудня 2010 року було виявлено, що оригінальне взуттєве дерево було зрубано, можливо, вандалами. Відтоді відвідувачі приносили нове взуття з різних дерев у гаю.
На схід від Міддлгейта, Pony Express, Lincoln Show і US 50 розійшлися, використовуючи різні перевали, щоб пройти через гори Десатоя. Вони з'єднуються на захід від Остіна. Перший асфальтований маршрут шосе Лінкольна зберігся як State Route 722.

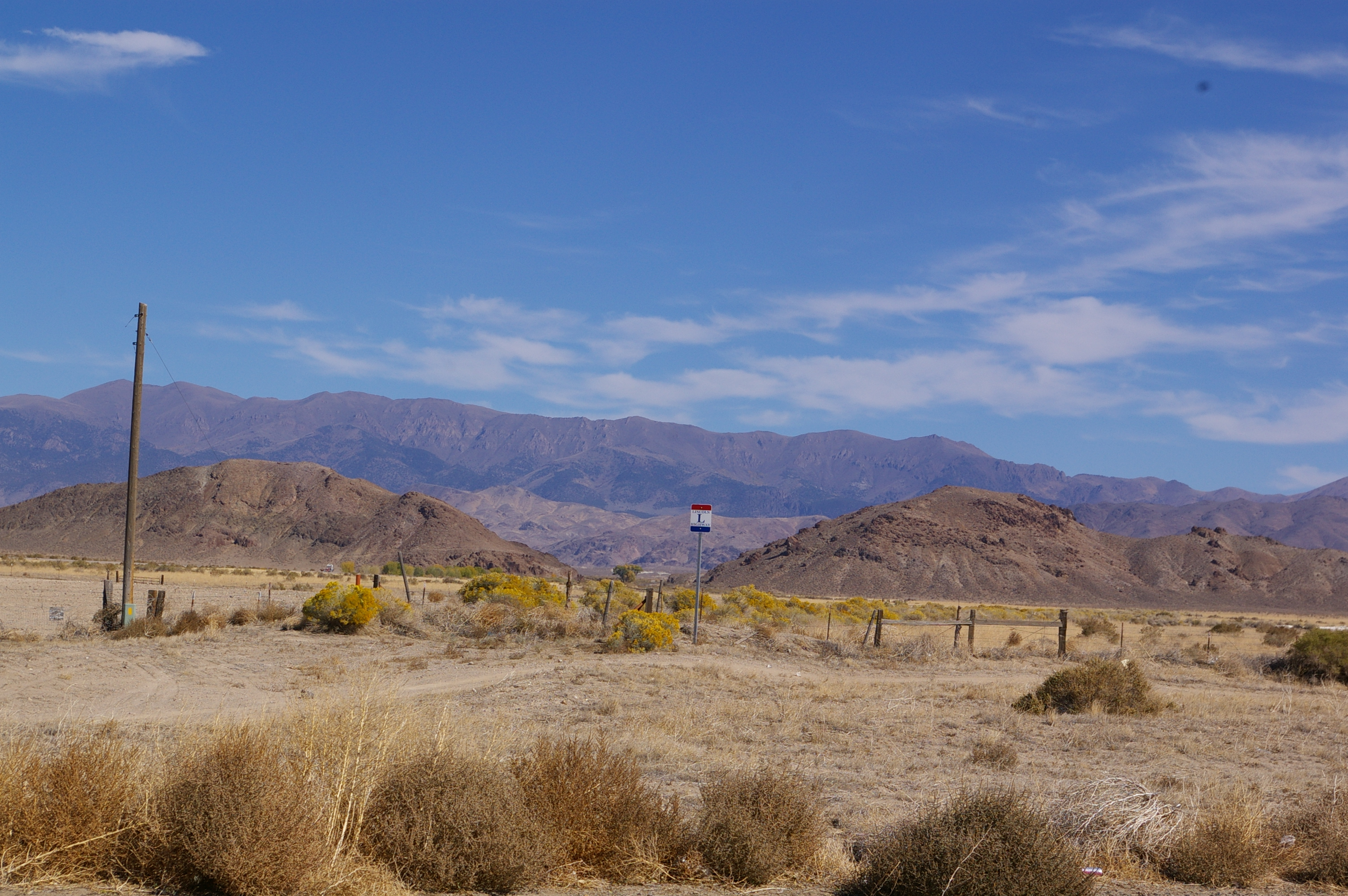
Знак Lincoln Highway вздовж США 50 у Міддлгейті, а на відстані видно дерево взуття Міддлгейт

Остін знаходиться 110 миль ( 180 кілометрів) на схід від Фаллона. Місто, засноване гонщиками Pony Express, які виявили срібло, було містом, що розвивається, і тепер описує себе як живе місто-привид. У 1862 році, на піку срібного буму, населення Остіна становило 10 000 чоловік. Сьогодні там залишилося близько 300 жителів.  Над містом і на південь від шосе розташований замок Стокс, давно покинутий пам’ятник видатній східній родині, яка займається місцевими гірничими справами. Проходячи повз Остін, мандрівники стикаються з поворотами та крутими схилами під час підйому на вершину Остіна в хребті Тойябе . Ця територія знаходиться всередині Національного лісу Гумбольдта-Тойябе, першої частини США 50 бігти в національному лісі після виходу з озера Тахо. На вершині Хікісон, приблизно в 20 милях ( 32 кіломтери) на схід від Остіна розташована рекреаційна зона Хікісон-петрогліфів, зона відпочинку та кемпінг із пішохідною екскурсією по петрогліфам.
Наступне місто — Юрика, яке називають «найдружнім містом на найсамотнішій дорозі в Америці». Аналогічно Юрика була заснована як місто, яке розвивається в шахтах. Незважаючи на те, що видобуток корисних копалин зменшився, він залишається великою складовою громади та її економіки.  Центральним елементом історичного району Юрика є Оперний театр Юрика, побудований у 1880 році 
Повз Юрика знаходиться Елі, заснований як станція дистанційного транспорту вздовж Поні-Експрес і Центрального сухопутного маршруту . Бум видобутку Елі настав пізніше, ніж бум інших міст США 50, з відкриттям міді в 1906 році. Хоча залізниці, які з’єднують першу трансконтинентальну залізницю з шахтами в Остіні та Юріці, вже давно вилучені, залізниця до Елі збережена як залізниця- спадщина Північної залізниці Невади і відома як Поїзд-привид Старого Елі.  Тут США 50 відправляється історичними маршрутами Lincoln Highway, Pony Express і State Route 2. Ці маршрути йшли на північний схід у напрямку Солт-Лейк-Сіті, а США 50 приєднується до США 6 і США93 прямує на схід до лінії штату

### Східна Невада

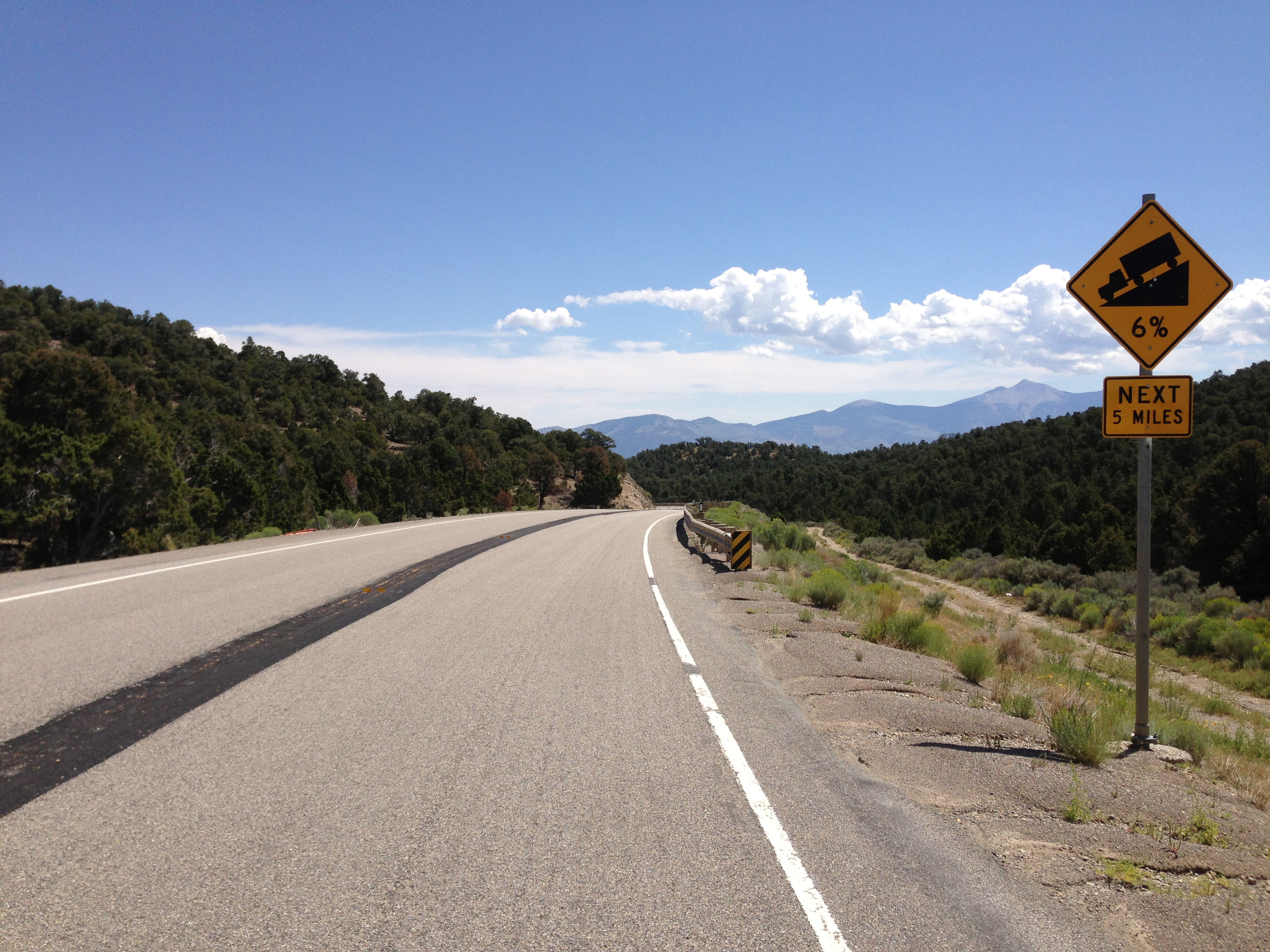
НАС 6/США 50/США 93 переїзд Коннерс біля Елі.

Елі — останнє місто в США 50 в Неваді. Наступне місто Дельта, штат Юта, 162 милі (261 км) на схід;  на ділянці між Елі та Дельтою є лише дві АЗС. США 93 продовжується на південь від перехрестя з США 50 на Місце спеціальностей На кордоні Невада-Юта автомагістраль проходить повз Бордер, штат Невада, із заправною станцією та рестораном. 
Ця частина шосе гірська з найвищою точкою вздовж США 50 в Неваді на перевалі Коннорс на 7 729 футів (2 356 м) .  Програма Nevada Scenic Byways назвала цей розділ Scenic Byway .  Серед визначних пам'яток - Державний історичний парк Ward Charcoal Ovens і національний парк Great Basin . Шосе входить до штату Юта на північний схід від Бейкера у віддаленій частині пустелі Великого Басейну . 

### Гірські перевали
Із заходу на схід США 50 перетинає кілька гірських хребтів, використовуючи 17 перевалів і один тунель.
| Ім'я                                                      | Висота                  | Розташування                    | Діапазон                                | Примітки                                                   |
| --------------------------------------------------------- | ----------------------- | ------------------------------- | --------------------------------------- | ---------------------------------------------------------- |
| Печерний скельний тунель                                  | 6,260 футів (1,908 м)   | Між бухтою Зефір і Гленбруком   | Печерна скеля ( хребет Карсона )        |                                                            |
| Спунер Саміт                                              | 7 146 футів (2 178 м)   | На схід від SR 28               | Хребет Карсон                           |                                                            |
| Перевал Санд-Спрінгс                                      | 4 631 футів ( 1 412 м)  | На захід від SR 839             | Хребет Стіллуотер / Хребет Санд-Спрінгс |                                                            |
| Барабанний саміт                                          | 4 600 футів (1402 м)    | На схід від SR 121              | Пік Фервью                              |                                                            |
| Вестгейт                                                  | 4 605 футів (1 404 м)   | На захід від SR 361             | Клан Альпійські гори                    |                                                            |
| Міддлгейт                                                 | 4 605 футів ( 1 404 м)  | На схід від SR 361              | Клан Альпійські гори                    | Істгейт рухається по старому маршруту США 50, тепер SR 722 |
| New Pass Summit                                           | 6 348 футів ( 1 935 м)  | Лінія Ландер – Черчілль         | Гори Десатоя                            |                                                            |
| Гора Ейрі                                                 | 6 700 футів ( 2 042 м)  | На захід від річки Різ          | Гори Шошони                             |                                                            |
| Остінський саміт                                          | 7 484 футів ( 2 281 м)  | На схід від Остіна              | Хребет Тойябе                           |                                                            |
| Саміт Боба Скотта                                         | 7 267 футів (2 215 м)   | На захід від SR 376             | Хребет Тойябе                           |                                                            |
| Саміт Хікісона                                            | 6 546 футів ( 1 995м)   | На схід від SR 376              | Хребет Токіма / Хребет Сімпсон Парк     |                                                            |
| Диявольські ворота                                        | 5 990 футів ( 1 826 м)  | На захід від Еврики             | Пагорби червоного дерева                |                                                            |
| Саміт Пінто                                               | 7 376 футів (2 248 м)   | На схід від Еврики              | Діамантові гори                         |                                                            |
| Млинцевий саміт                                           | 6 517 футів ( 1 986 м)  | На схід від SR 892              | Діапазон млинців                        |                                                            |
| Маленька Антилопа                                         | 7 438 футів (2 267 м)   | Поруч із містом-привидом Ілліпа | Хребет Білої сосни                      |                                                            |
| Саміт Робінзона                                           | 7 607 футів ( 2 319 м ) | На захід від Елі                | Діапазон Еган                           |                                                            |
| Перевал Коннорса                                          | 7 729 футів ( 2 356 м)  | На захід від Мейджорс Плейс     | Хребет Шелл-Крік                        | Найвища точка вздовж США 50 в Неваді                       |
| Перевал Сакраменто                                        | 7 154 футів (2 181 м)   | Поруч із містом-привидом Оцеола | Зміїний хребет                          |                                                            |
| Джерело: Benchmark Maps: Nevada Road and Recreation Atlas |                         |                                 |                                         |                                                            |

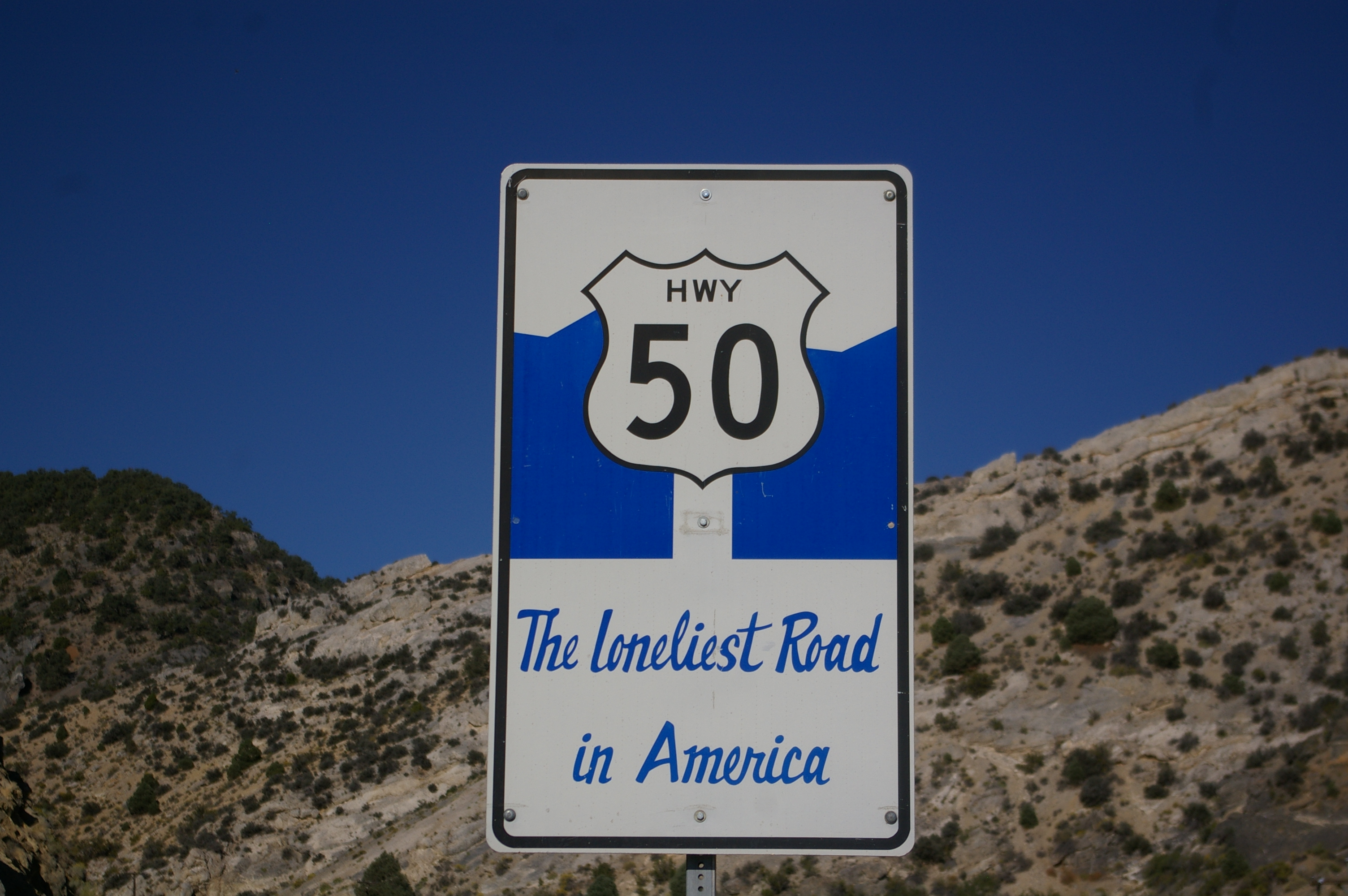
Спеціальний знак, розміщений Міністерством транспорту для реклами США 50 як Найсамотніша дорога в Америці.

У липні 1986 року журнал «Лайф» опублікував статтю, який надав США 50 в Неваді назву «Найсамотніша дорога в Америці».   У статті шосе і сільська Невада описані ,як нецивілізовані місця. Чиновники округу Вайт Пайн вирішили максимально використати рекламу в цій статті та переконати уряд зробити те ж саме. Разом вони почали використовувати принизливі статті, як платформу для реклами території для туристів, які цікавляться пустельними ландшафтами, історією та самотністю. Департамент транспорту Невади прийняв цю назву в Офіційному журналі шосе, а вздовж маршруту розміщено індивідуальне маркування маршруту 50.
Комісія з туризму штату Невада спонсорує рекламну акцію, в якій відвідувачі можуть зупинитися в кількох видатних місцях уздовж маршруту і позначити розділ паспорта штатного «довідника щодо виживання» штампом, що представляє це місце. Відвідувачі можуть надіслати поштою заповнений паспорт і отримати сертифікат, підписаний губернатором, який підтверджує, що вони пережили Найсамотнішу дорогу в Америці. Слово «вижив» — це жартівливе посилання на статтю Лайф, в якій цитується речник Американської автомобільної асоціації : «Ми попереджаємо всіх автомобілістів не їздити туди, якщо вони не впевнені у своїх навичках виживання». 

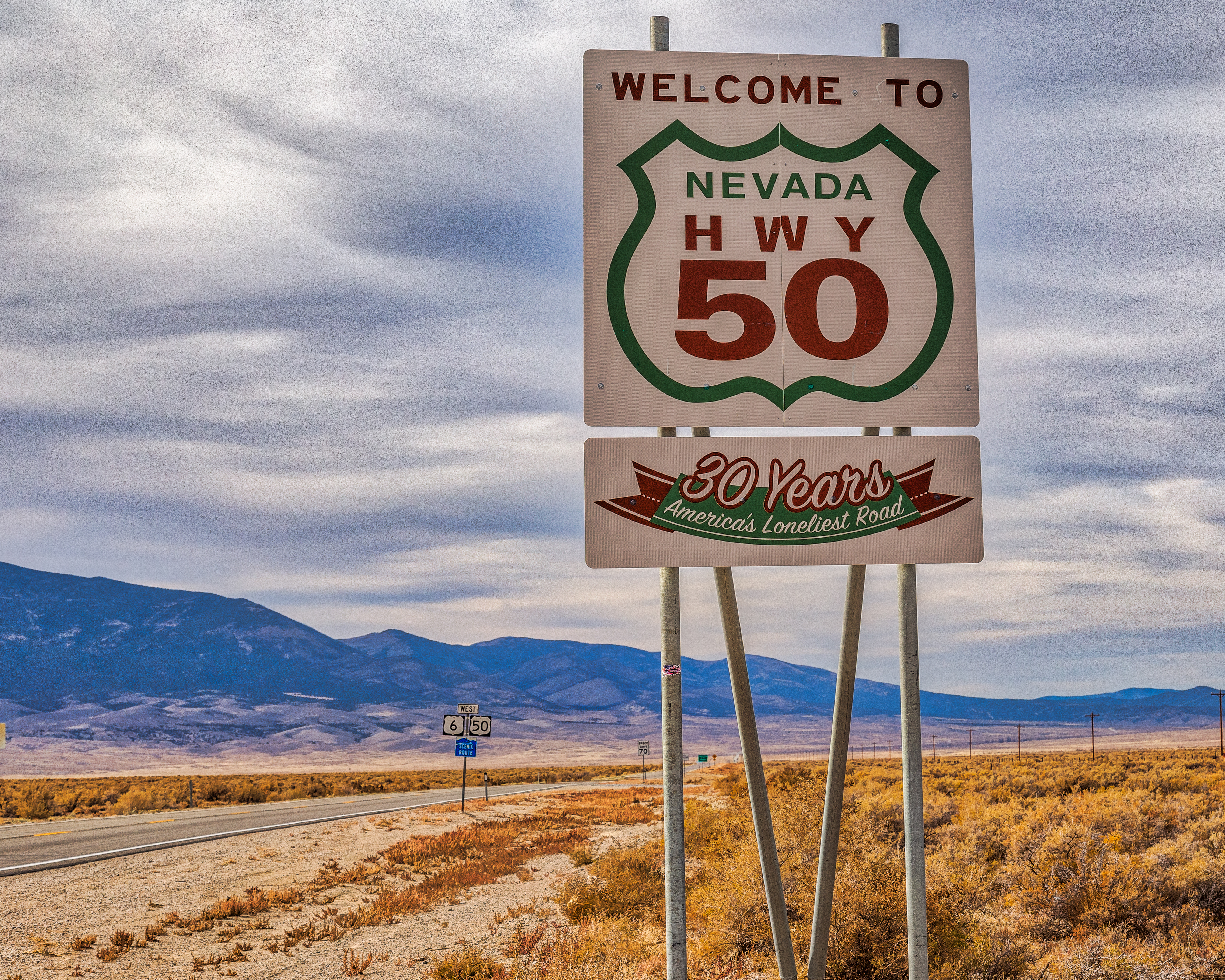
Знак біля лінії штату Невада-Юта на честь 30-річчя визнання Найсамотнішою дорогою в Америці

З тих пір, як ця стаття була опублікована, США 50 став популярним серед тих, хто хоче подорожувати мальовничими або меншими, ніж Interstate 80 в Неваді. Зростання популярності спонукало принаймні одного письменника сперечатися, чи 50-ті роки Америки все ще заслуговують на назву «Самотня дорога Америки». У США 50 зараз значно більше трафіку, ніж у США 6 у південному окрузі Най.
Дорожній фільм 1971 року Vanishing Point, відомий своїми зйомками на південному заході Сполучених Штатів, використовував кілька частин США. 50 як частина послідовностей керування.  У 1991 році Стівен Кінг їздив по США 50 в рамках поїздки по пересіченій місцевості. Він зупинився в Рут, маленькому містечку поблизу Елі . Вивчаючи містечко, Кінг фантазував про долю жителів. Потім Кінг почув місцеву легенду про те, як привидів китайських шахтарів, які загинули в пастці в печері, можна побачити, як перетинають шосе. 50, щоб переслідувати місто Рут. Кінг об’єднав ці деталі у свою власну історію, включаючи посилання на «Найсамотнішу дорогу в Америці», яка стала романом « Відчай ».  
У 2002 році Ніл Пірт, який тоді взяв відпустку в Рашу, опублікував «Примарний вершник: Подорожі на цілющій дорозі », свою розповідь про далеку подорож на мотоциклі через Канаду та Сполучені Штати. Він подорожував по США 50 у штаті Невада, і зауважив про повну відсутність будь-якої забудови на довгих ділянках дороги, включаючи знак з написом «Немає послуг на 88 милях». 
У 2008 році британське телешоу Top Gear показало, як ведучі шоу Джеремі Кларксон, Річард Хаммонд та Джеймс Мей їдуть через Неваду вздовж США. 50 у автомобілях на свій вибір. Кларксон заявив, що був «загіпнотизований прямоліною дороги». 

## Історія

### Лінкольн шосе

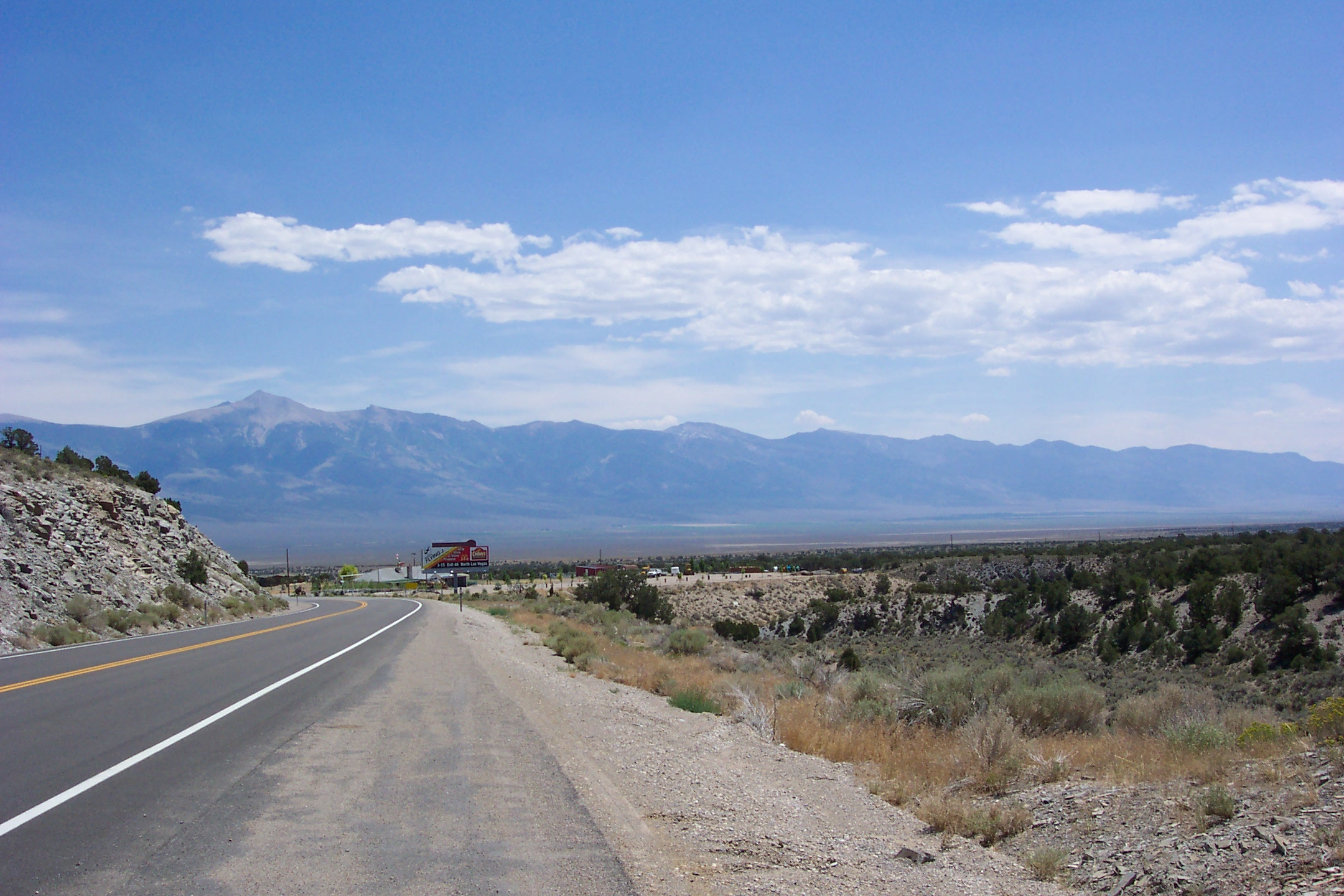
Східний вузол США 50 і США 93 на Majors Place

У штаті Невада, США 50 був побудований здебільшого вздовж траси Лінкольн-Хоуей, першої трансконтинентальної магістралі в Сполучених Штатах, утвореної в 1913 році  . Через Неваду маршрут Лінкольн-шоу раніше використовувався Pony Express, ранньою спробою експрес-поштової служби, розпочатою в 1860 році. Поні-експрес використовував техніку, коли вершники змінювали коней на станціях приблизно в 10 миль (16 км) один від одного, щоб максимізувати швидкість. Багато міст уздовж США 50 спочатку служили станціями вздовж Pony Express.  Початкове номерне позначення цього маршруту, яке з’явилося на картах шосе Невади ще в 1919 році, було State Route 2.  Маршрут 2 мав альтернативну гілку, маршрут 2A, що відповідає розколу на шосе Лінкольна поблизу Феллона .  Основна та альтернативна гілки маршруту 2 зворотні від сучасних маршрутів США 50 Магістральний маршрут 2, філія Доннера, закінчується в Фернлі вздовж сучасних США 50 Альтернатива. Державний маршрут 2A, Pioneer Branch, слідує за основною лінією США 50, закінчується в Карсон-Сіті . Державний маршрут 2 та Лінкольн-шоссе, використовували інший маршрут між Елі та Солт-Лейк-Сіті, штат Юта, ніж сучасні маршрути. Початковий маршрут використовував те, що зараз є США 93, від Елі до міста-привида Шеллбурн, а потім ґрунтових доріг у напрямку Туле, штат Юта .  

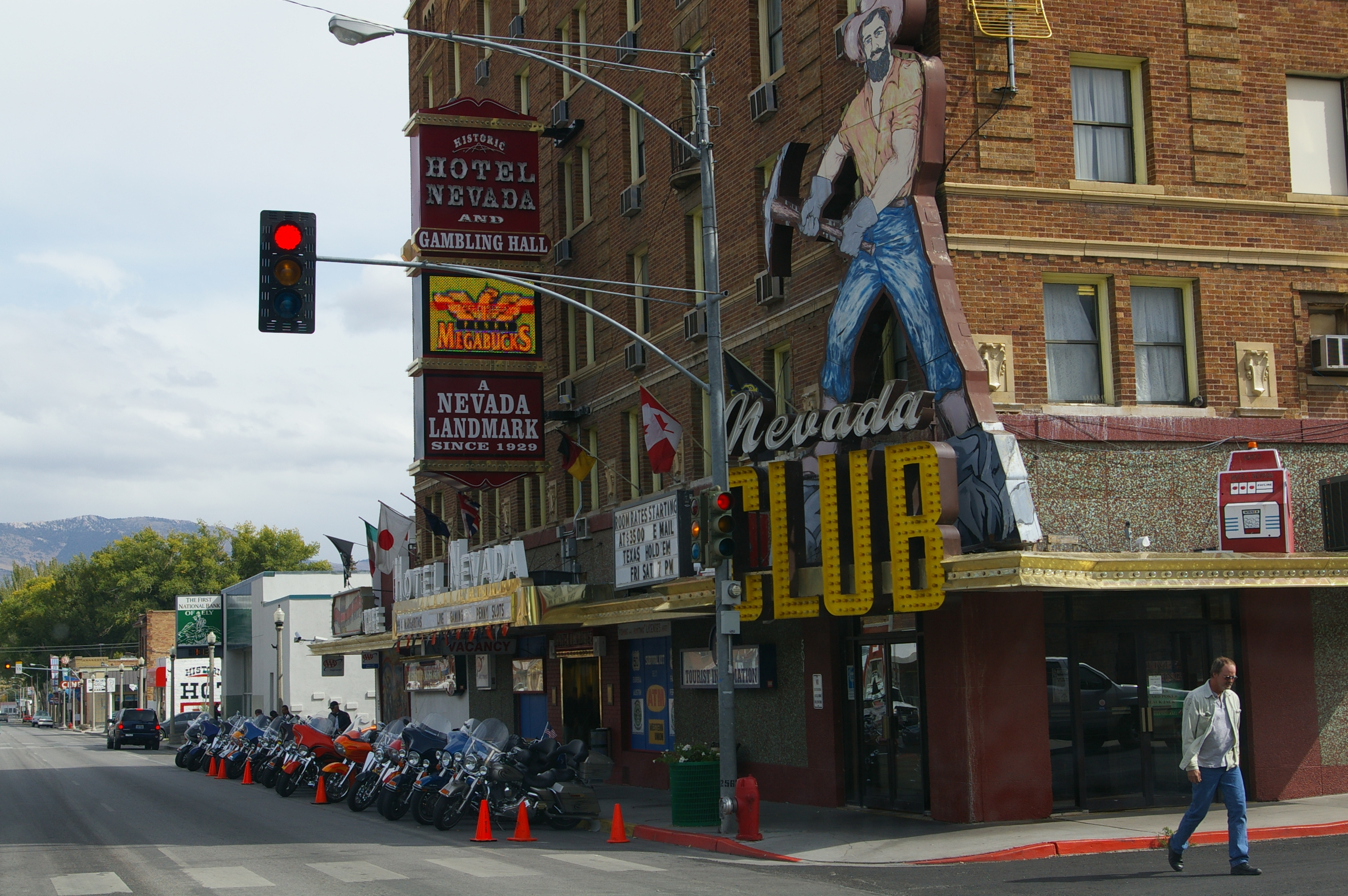
Центр міста Елі

У 1926 році, коли була оголошена система автомобільних доріг США, у США виникла прогалина 50 між Елі та Тістл, штат Юта .  У той час штати Юта і Невада ворогували щодо того, які зі старих автодоріжок будуть прокладені та використані для нової системи автомагістралей США. Влада штату Юта відмовилася прокладати частину Лінкольн-шоу на захід від Солт-Лейк-Сіті. Вони сприйняли цей шлях як дорогий у будівництві, без користі для держави. Представники штату Невада та Асоціація Лінкольн-Шоссе благали владу Юти змінити свою позицію, навіть пропонуючи кошти, щоб допомогти компенсувати додаткові витрати на прокладання цього маршруту. Однак шосе Лінкольна спрямовує мандрівників, які прямували як у південну, так і в північну Каліфорнію, по шляху від міст Юти до центральної Невади. Натомість Юта проклала Wendover Cutoff, частину автомагістралі Victory Highway (сучасна міжштатна автомагістраль 80 ), яка спрямовувала рух тільки в північну Каліфорнію за межі штату.  Вибір не прокладати шосе Лінкольна змусить мандрівників, які прямують до південної Каліфорнії, скористатися стежкою Арроухед (сучасна міжштатна автомагістраль 15 ). Цей маршрут обслуговує численні громади в штаті Юта, але лише Лас-Вегас та кілька інших невеликих міст у штаті Невада. Остаточним ударом по початковій трасі Лінкольн-шоу стало формування полігону Дагуей, військової бази, яка використовувалася для випробувань зброї, що закрило цю територію для громадськості. Лінкольнське шосе було перенаправлено на Солт-Лейк-Сіті по окружному маршруту через Вендовер і Солончаки Бонневіль .  Цей маршрут спочатку був пронумерований США 50 від Елі до Вендовера та США<span typeof="mw:Entity" id="mwAnE">&nbsp;</span>40/50 через західну Юту, але була перенумерована в США 93, US 93 Alternate та I-80. 

### Зміни маршруту

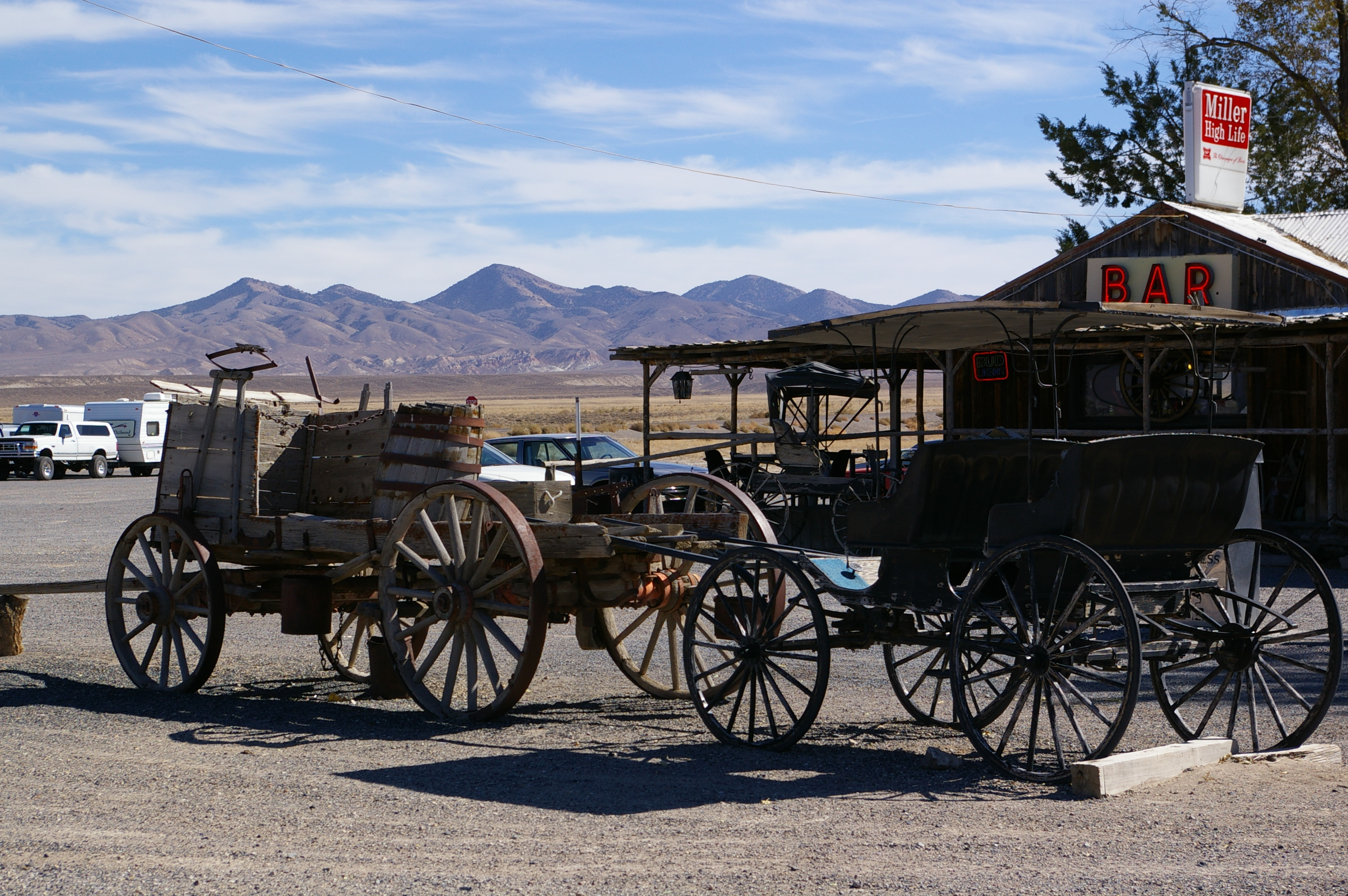
Дорога в Міддлгейті

Більшість сучасних США 50 було зібрано з кількох маршрутів, позначених як Маршрути штату Невада на початку 20 століття. Ділянка від озера Тахо до Карсон-Сіті спочатку була частиною State Route 3 . Оригінальне позначення для США 50 від Карсон-Сіті до Елі був маршрут 2 і 2А. На схід від Елі спочатку був пронумерований маршрут 7 до сучасного сполучення з США 93 і маршрут 14 звідти до лінії штату Юта. 
Сучасний маршрут США 50 значно змінився з моменту введення в експлуатацію шосе в 1926 році. Найбільша зміна відбувається між Елі та Грін-Рівер, штат Юта . Перший безперервний маршрут автомагістралі між цими містами пролягав за зміненим маршрутом Лінкольн-шоу до Солт-Лейк-Сіті. Шосе повернулося до Грін-Рівер уздовж того, що зараз має номери UT 201, US 89 і US 6 . Маршрут був змінений, коли був прокладений більш прямий маршрут між цими містами (через Дельту, штат Юта ). Карта шосе штату Невада 1954 року була першою, на якій було показано нову трасу. 
Раніше дорога до Дельти складалася з ґрунтових державних трас. Асфальтована траса не проходила точно за маршрутом старих ґрунтових доріг. Покращений маршрут оминав місто-привид Оцеола і входив до штату Юта приблизно на 14 миль (23 км) на південь від ґрунтової дороги. Прикордонний перехід був перенесений, щоб полегшити маршрут через західну Юту. У штаті Юта стара дорога проходила по складному маршруту через каньйон Марджум, тоді як асфальтований маршрут проходив по більш простому шляху вздовж північного берега озера Сев’єр . 

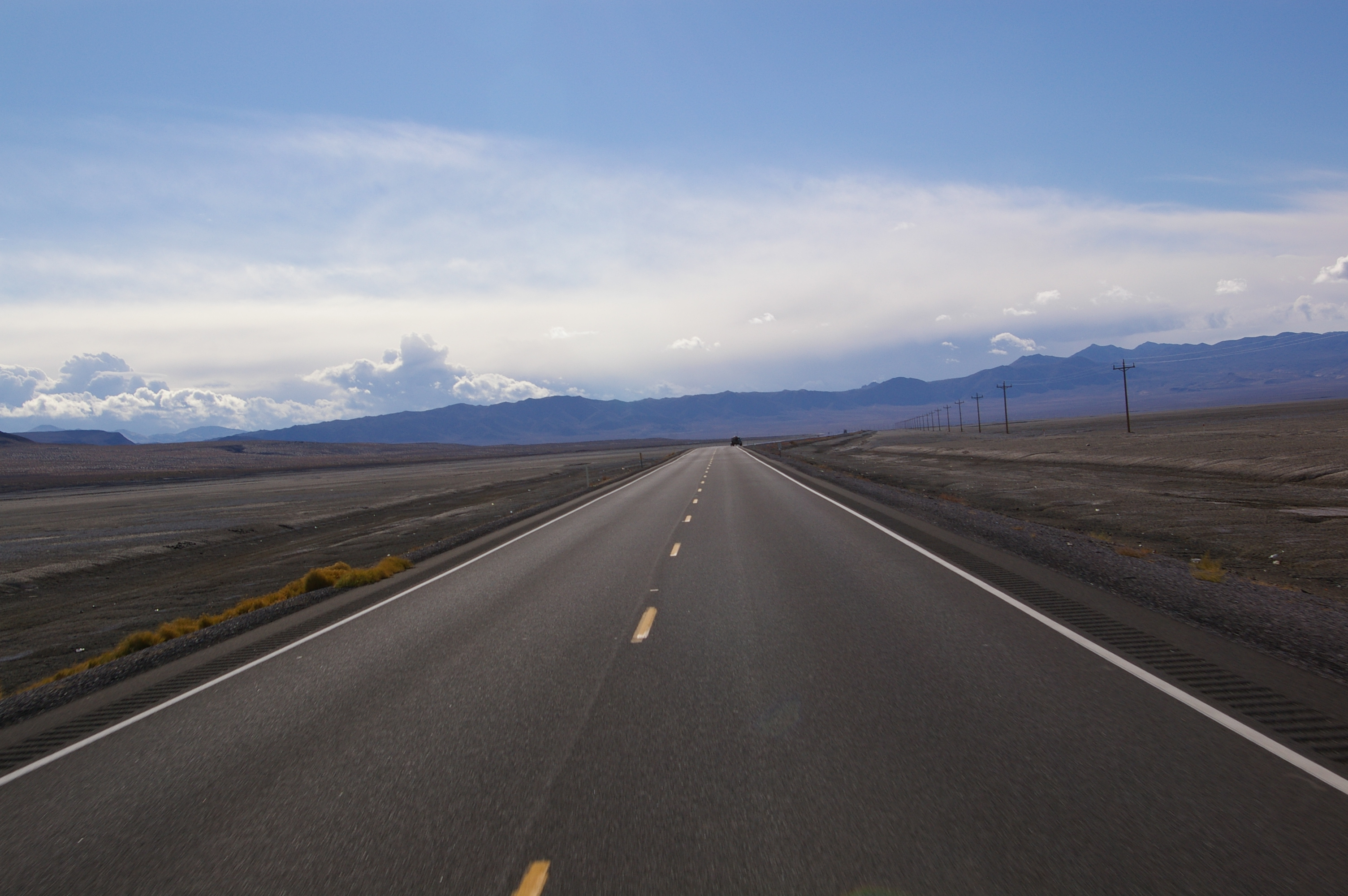
Солт-Веллс, на схід від Фаллона

Між озером Тахо і Карсон-Сіті існувало три різні маршрути. Оригінал, який використовувався на шосе Лінкольна, раніше був відомий як Johnson's Cutoff або Carson Ridge Emigrant Road. Цей маршрут, який пролягав за каньйоном Кінгз, щоб досягти масштабу Сьєрра-Невади , був серйозно пошкоджений повені в 1997 році  . Лісова служба США все ще пропагує цю дорогу через її історичну цінність, але оголосила, що вона більше не буде обслуговуватися, і подорожувати рекомендується лише пішим, кінним або повнопривідним транспортним засобом.  Частина в нижній частині каньйону в межах Карсон-Сіті підтримувалася державою як Kings Canyon Road ( SR 512 ) до 2009 року  . У 1923 році, ще відома як State Route 3, дорога до озера Тахо була змінена на каньйон Клір-Крік  вздовж шляху, який використовувався для ряду тунелів і лотків для транспортування деревини з озера Тахо до Залізничне депо Вірджинії та Тракі в Карсон-Сіті.  Ітерація тепер відома як Old Clear Creek Road. Лише невелика частина Олд-Клір-Крік-роуд на даний момент обслуговується державою як непідписана SR 705 , інша частина є під'їзною дорогою для приватних резиденцій у каньйоні. Сучасний маршрут, який також використовує каньйон Clear Creek, був побудований наприкінці 1950-х років. 
НАС 50 було перенаправлено через східну половину Фаллона. Оригінальний маршрут неможливо проїхати, оскільки він проходить через Військово-морську авіастанцію Fallon ; частини досі знаходяться в громадському користуванні, як Harrigan Road ( SR 115 ) і Berney Road ( SR 119 ).  Близько 1967 р. США 50 було покращено між Міддлгейтом та Остіном, щоб обійти круті схили та різкі вигини над Саммітом Керролла. Початковий маршрут тепер SR 722 .  У 2017 році США 50 було вирівняно до завершеної об’їзної дороги Interstate 580, замінивши її колишній маршрут через центр міста Карсон-Сіті.  

## Основні перехрестя
Примітка. Вільні стовпи в Неваді скидаються на лініях округу . Початкові та кінцеві мильні стовпи в кожному окрузі вказуються в графі округу.

## Дивитися також
- Арка Ріно, маркер на честь завершення будівництва Лінкольн-шоу в Неваді

Інші географічні об’єкти, через які проходить автомагістраль
- Долина Антилоп (округ Юріка)
- Велика Смокі Долина
- Долина Ньюарк (Невада)
- Долина Снейк (Великий басейн)
- Вітрова електростанція Spring Valley
- Стептоє долина

Пов'язані маршрути
- Альтернативний маршрут США 50
- State Route 2B, колишній відрог США 50 (як Державна траса 2A), більше не є частиною державної системи автомобільних доріг
- Державна траса 2C, колишня відрога державної траси 2A, більше не є частиною системи державних автомобільних доріг